# 補地價
補地價是地產發展項目常見的名詞，是一塊土地原先價值與現在價值之差額，土地使用者付給土地最終業主的補償金額。

## 詳解
在世界各地，有些土地的業權是徹底私人擁有，政府無權收回或決定土地的應用方法。但在大部份情況，土地的最終業權屬於國家或統治者，而政府則於需要時代表他們行使這最終業權。在這情況下，政府以諸如土地拍賣、政府批地等方法「賣地」予市民或機構，只是有條件及有限期的批租給「買地」者。買地者可按租借條款於指定的年期(如99年或999年)內以該地作指定的用途(如只可以建倉庫、三層高樓宅等)。而政府賣地的地價(或透過拍賣而決定的成交價)往往取決於該地的指定用途；如農地、商用地、住宅用地等往往有不同的價格。
但若某日該土地借有人欲更改土地用途，例如把工業用地或農地重建成商場、住宅等，其必須得最終業主(如政府)的同意，以修訂土地契約中的條款。但因改變地方用途往往會提高土地的價值，故土地持有者須向政府補回當中土地升值的差價，以補回政府當初以較低價格賣出土地的損失。此之謂「補地價金」。
此補地價之金額各地有不同的計算方法。很多時候，此計算工作由政府負責。

## 香港

### 更改土地用途
在香港，當改變土地用途時，評估補地價金額之工作由香港地政總署負責，官方名稱為「土地補價安排」。地政總署會交由「估價委員會」或「估價會議」決定某土地的補地價金額，而此委員會或會議主席分由地政總署助理署長(估價為五千萬元以下)或副署長出任(估價為五千萬元以上)。而土地持有者往往會對補地價金額有異議，地政總署亦設有上訴機制，以複議之前的計價。
行政長官梁振英曾於2014年的施政報告提出改革補地價金的計價制度，設立「仲裁先導計劃」，引入仲裁機制，解決政府與發展商就報地價金額之分歧，以增加都市更新的速度和提高土地供應。這計劃受到不少非議，如立法會議員李永達就認為仲裁小組有機會在地產商利誘下作不公正決定，帶來嚴重的制度漏洞。香港國際仲裁中心委員、香港仲裁司學會前任主席林濬則認為此制度並不能解決問題，因為這分歧並不基於合約或協議，所以仲裁機制並不適用；反過來說，引入仲裁機制反會帶來行賄的問題(發展商利誘仲裁小組)。政府於九月建議先試行兩年，觀察成效如何再作安排。

### 政府資助房屋
除了地產商更改土地用途以作發展外，若市民打算買賣或出租居者有其屋計劃中購入之居住單位，其亦要補地價以解除居屋的買賣和出租限制（「補價安排」）。此計劃源於政府興建住宅，以低於市價售予符合入息條件之市民，以助他們置業。因計劃之目的只在於幫助未能於私人市場中置業之市民購買自住居所，故較低之售價可視為政府對市民之資助。因此，政府在根據《房屋條例》訂立之指明居屋屋苑公告、售樓合約、大廈公契（適用於2019年前發售屋苑）或地契條文（2019年後發售屋苑適用）中訂明，居屋十五年內不得在自由市場轉讓或出租（1982年至1999年6月1日以及2019年12月9日至2022年為十年，1999年6月1日至2019年12月8日為五年），而1982年以前並無補地價方可轉售之限制）。若年期屆滿後，業主希望在自由市場出售或出租房屋，其須向政府申請補地價，以補回當年政府以較低價格向其出售居屋之損失（若業主只把房屋售予同樣有權免補地價購買居屋之市民，即持有綠表資格證明書人士，則可免補地價；但若在首兩年內出售，則只限以原價經房委會售予白居二人士（居屋）或綠表人士（綠置居），而房委會不接受2007年及以後（租置計劃除外）資助房屋回購申請）。香港房屋協會的住宅發售計劃、夾心階層住屋計劃和香港房屋委員會的租者置其屋計劃中售出的房屋皆有相同的補地價條款（但房協夾屋／住宅發售計劃的補地價程序則是分別向地政總署／房屋局補價，以補回批地時折扣；另外，夾屋在補地價前不得轉售，亦不設第二市場）。補價後，業主需將獲發的證明書自行交付土地註冊處註冊，證明該等單位已補地價）。
居屋補地價以以下公式計算：
補價 = 補價時市值 x ((購入時的十足市值 - 原來樓價)／ 購入時的十足市值 x 100%)
這公式表示若政府以某一百份比的優惠價錢把房屋售予業主，業主在轉售或出租物業時，要以當時物業市值中的同一個百分比作為差額補回給政府。

### 丁屋
按現行新界丁屋政策，成年的男性原居民，一生可申請一次於認可範圍內建造一座最高3層（上限27呎／8.22米高），每層面積不超過700平方呎的「新界豁免屋」(丁屋)，無需向政府繳付地價。有權興建丁屋的原居民，可選擇於其名下的私人農地上申請「建屋牌照」，或向政府申請批出土地。若原居民想把物業售予非原居民，其需向地政總署申請修改建屋牌照或地契內的限售條款，並繳付相關補地價金額。
若該原居民以建屋牌照於自己名下農地上興建的丁屋，則這屋有5年禁售期。所以若其即在建成後5年內轉讓物業，便需要補地價，金額會隨樓齡遞增而逐步遞減，直至禁售期屆滿後，可免補地價自由轉讓。若以政府批地方式興建的丁屋，其禁售期是永久的，所以無論業主於任何時期出售物業，他都需要向政府補地價。

## 澳門

### 更改土地用途
按澳門法規，回歸後澳門土地國有，特區政府行使使用權。澳門用地不同於香港及中國內地的拍賣方式，主要依據開發方的發展計劃批地，稱為批給制度。當開發方想建酒店、學校等，其需向政府提交具體申請，政府再據申請批地。政府會指出開發方須繳納之土地價格，此稱為「土地溢價金」。溢價金的計算則涉及每平方米價值、建築成本、工程計劃及監察工程的成本、財務負擔、預計利潤百分率等諸多因素。政府將不同街道地點進行分級，制定不同用途不同層高的建築成本及價值等基本參數，再據此計算出溢價金。
按照性質不同，澳門政府批出的土地可分為有指定用途的土地和沒有指定用途的私家地。私家地並沒有年期及用途的限制，但為數不多，而因其沒有用途限制，故沒有補地價問題。補地價問題主要在於沒有年期限制，但卻有用途限制的土地。這些土地因有其指定用途，當土地持有者後來想改變土地用途時，便須向政府申請，重新計算土地改變用途後的開發方需繳納的溢價金；而開發方需要補回新舊溢價金間的差距，便是一般所指的「補地價」。
因為澳門政府衡量土地溢價金時往往只根據既定的方程式來計算，而不考慮土地改變用途後的市價，所以政府決定的溢價金往往被認為偏低，遠離市值，有厚待開發商之嫌。澳門政府於2004年因非典型肺炎所引致之經濟不景，大幅降低土地溢價金(約50%)。而及後於2007年、2011年及2013年重新提高溢價金，以使溢價金更有效反映土地的價值提升。按2014年三月生效的新《土地法》規定，計算溢價金金額的基數必須至少每兩年檢討一次，讓溢價金盡可能更貼近市場價格。由於房地產市場的快速變化，政府除會按法律要求至少每兩年檢討一次外，還每半年對溢價金計算表進行中期檢討，令調整後的溢價金更能反映市場的真實情況。有學者建議澳門政府應引入較彈性的機制，以適時增加或減低土地溢價金，配合市場變動。

### 轉售或出租經濟房屋
於1999年主權回歸前，為解決澳門居民之置業問題，澳葡政府發展了經濟房屋（經屋），提供補貼、經屋津貼和稅項豁免讓市民以較市價為低之價格購買居所。其時政府純粹以福利的角度考慮這政策，故除了提供補貼外，亦只有五年的限售期。五年過後，業主可以不用補差價即可於市場上出售或出租經濟房屋。
澳門政府於2011年，重新檢討當時的經屋政策，並通過了《新經濟房屋法》，以防止經屋業主炒樓圖利。此法改變了經屋的輪候安排、購買資格和轉售限制等多項細節。 當中，政府規定了於向政府購入經屋的6年內，經屋不可轉售。於6年後，可以不用補差價轉售予符合購買經屋資格之澳門居民。而只有於16年後，不可轉讓期方結束，經屋才可於市場上自由買賣。但即使在不可轉讓期結束後，倘業主要出售經屋，其仍須向房屋局遞交轉讓的條件 (包括買家姓名及售價) 及徵詢房屋局是否行使優先權。倘房屋局行使優先權，會以業主提出的條件購入單位，並扣減所需繳付的補價。倘房屋局不行使優先權，須向政府補價，方能出租或轉售。新購買者無須符合取得經濟房屋的要件，但須為澳門特別行政區永久性居民。單位轉移後，不再受自住的限制，但應維持居住用途。補價的金額由以下方程式決定：
補價 = 補價時由財政局稅務評定的單位價格 x 在買賣預約合同上已註明的單位補貼比率。
若市民以六十萬購得一經屋單位，但政府估計售予市民時這單位的市場價值是二百萬的，就等同政府折讓了一百四十萬給經屋購買者，而這個70%折扣率(200萬-60萬/200萬X100%)就是所謂的單位補貼比率。若16年後業主於市場上出售單位，其也須把出售時由財政局稅務評定的單位價格的百份之七十繳納予政府，以補差價。

## 中國大陸

### 1992年以前建設的房產
中國內地自1992年開始方實行土地有償使用，故在此以前並沒有土地出讓金的概念。所以，1992年前建設的商品房、私房、回遷房等沒有交地價，所以產權人要補交土地出讓金才能進行二手買賣，此是為「補地價」。反之，若該房屋一直只作自用，則無需補地價。但凡房屋的房產證備注欄上注明「此土地未辦土地有償使用手續」的，就代表業主尚未繳納土地出讓金，進行買賣時就要補交。補地價只需在該房產首次進入二手市場買賣時才需繳交，之後的二手買賣則不再需要。
房產的土地出讓金補交標准，以建築面積的每平方米價格進行計算的，並會按該房產在處之地段地價作調整。

### 社會保障住房
中國有不同種類的社會保障住房，當中經濟適用房和房改房都會賣予住房市民。但因為這些住房都沒有交土地出讓金，所以若業主要售出這些住房，都有不同限制。
經濟適用房為國家為照顧中低收入居民購房而實施優惠措施，建造經濟適用房所用的土地是國家以劃撥方式無償給開發商使用的。之後若業主要賣出物業，購買人要按經濟適用房所在地標定地價的10%交納土地出讓金，沒有標定地價的，土地出讓金的價款暫按房屋售價的3%交納。這樣購買人就可得到普通商品房的產權證書，之後再買賣物業時，也就無需再交土地出讓金。
而房改房也有類似安排。但房改房跟經濟適用房不同，原產權單位仍有一定業權，故產權人並不完全擁有有關物業的所有權利。所以，若賣出住房時，產權人需與原產權單位分成(但按成本價和按優惠價出售的單位分成不一樣)。若產權人不希望與原產權單位分成，他也可以首先補回差價(當中的差價由評估部門對房屋進行評做而定)，讓房改房變成完全的普通商品房。這樣住房就可在市場中自由買賣。

## 新加坡
新加坡政府會按土地用途和建屋密度來決定土地的出售價格；而土地用途和密度皆列明於地契中。若業主想於買地後改變土地用途或密度，則必須向政申請重估地價，並繳付新舊地價之間的差額(Differential Premium)。
但跟香港不同，由政府建成的組屋於政府以優惠價格售予市民後，可不用補地價直接於市場上出售(雖仍有購入年期和其他限制)。所以組屋市場遠較香港的二手居屋市場活躍。